# Шпаєрський собор
Шпаєрський собор (нім. Speyerer Dom, повна назва: нім. Kaiser- und Mariendom zu Speyer) — великий імперський собор в місті Шпаєр у Німеччині (земля Рейнланд-Пфальц). На час зведення (1061) це була найбільша християнська церква Західного світу. Нині є найбільшою за розмірами церквою в романському стилі у світі, місце поховання кількох німецьких королів і імператорів Священої римської імперії; з 1981 року — об'єкт світової культурної спадщини ЮНЕСКО.

## Історія

### Середньовіччя
Фази побудови собору в Шпаєрі

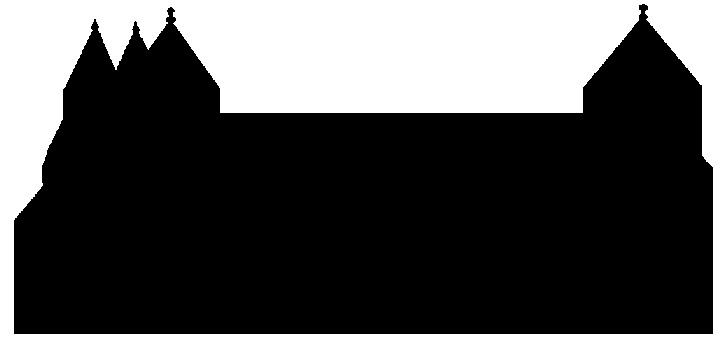
1061
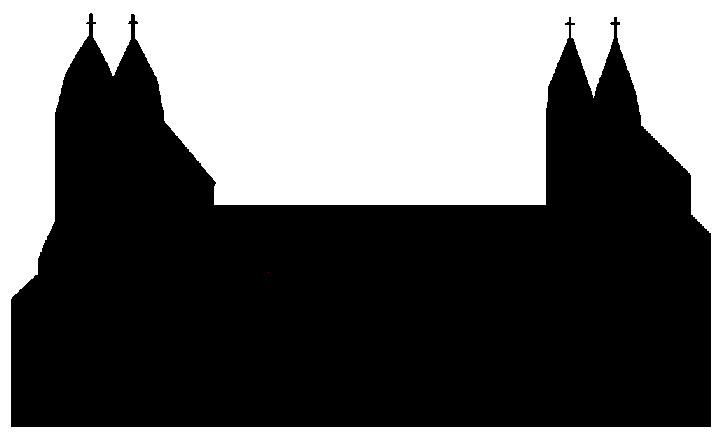
1106
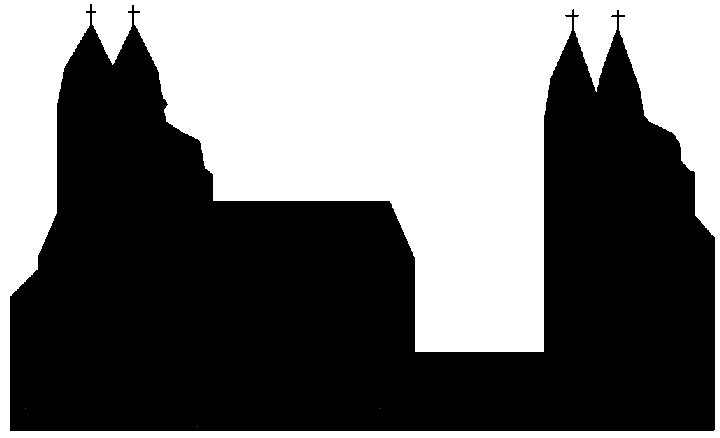
1689
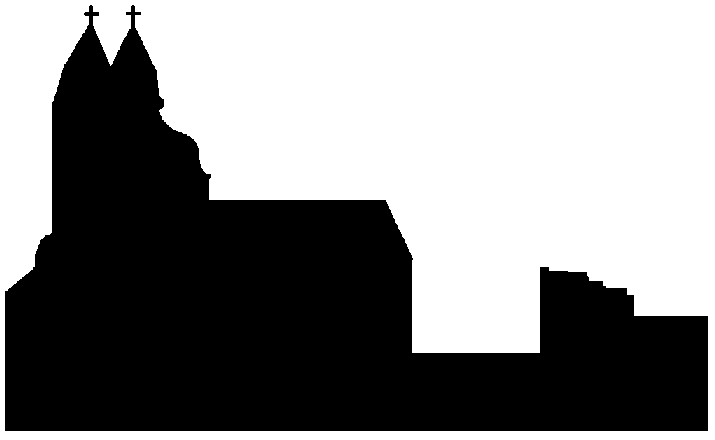
1756
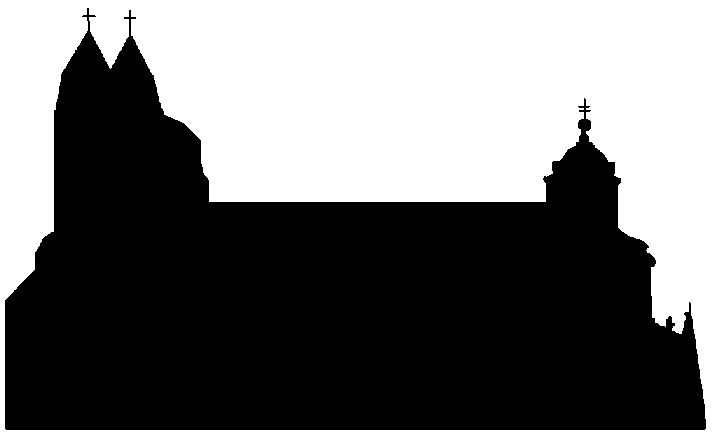
1778
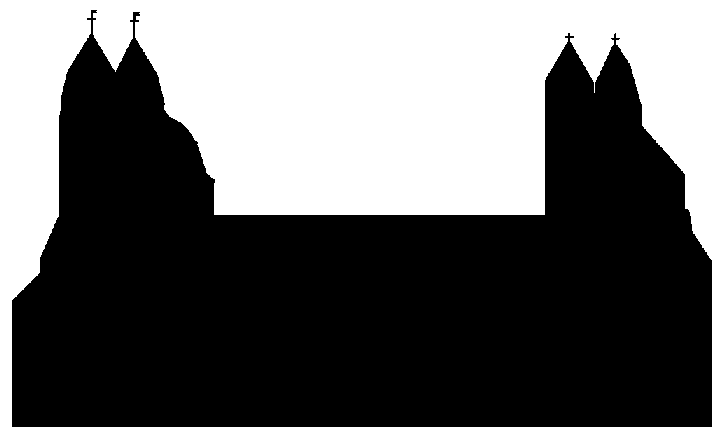
1858

У 1025 році Конрад II замовив будівництво найбільшої в світі західнохристиянської церкви, яка також мала стати місцем його поховання. Будівництво розпочалося у місті Шпаєр 1030 р. на місці колишньої базиліки, розташованої на підвищеному плато біля Рейну. Архітектори собору не відомі. Для будівництва використовувався спеціальний червоний пісковик з гір Пфальцького лісу, який доставили притокою Шпаєрбах, що втікає у Рейн. Ні Конрад II, ні його син Генріх III не побачили завершення будівництва собору. Конрад ІІ помер у 1039 р. і був похований у соборі, ще під час будівництва; Генріха III поховали поруч у 1056 році. Могили помістили у центральному проході перед вівтарем.

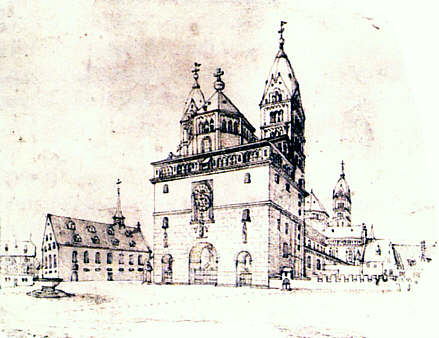
Зображення, що показує оригінальний вестверк 1606 р.

У 1061 році собор освятили. На цьому етапі будівництва, який отримав назву Шпаєр I, собор складався з вестверка, нави з двома проходами та трансепта. Апсида мала округлу форму всередині, але була прямокутна ззовні. Наву накривала плоска дерев'яна стеля, проходи розташовувалися під склепінням. Собор вважається «кульмінацією дизайну, який був надзвичайно впливовим у подальшому розвитку романської архітектури протягом XI—XII століть».
Близько 1090 року, внук Конрада, імператор Генріх IV, провів реконструкцію з метою розширити собор. Він зруйнував всю східну частину, щоб зміцнити фундамент. Лише нижні поверхи та крипта залишилися недоторканими. Нава була піднята на п'ять метрів, а плоскі дерев'яні стелі замінені. Були додані зовнішні колонади. По завершенню реконструкції у 1106 році, собор став найбільшою церквою Західної Європи.
«Дворівнева система» Шпаєра, яка служила підтримкою для кам'яних склепінь, була скопійована в багатьох церквах вздовж ріки Рейн. Додавання хрестового склепіння зробило можливим включення верхнього ряду вікон без послаблення несучої здатності.
У ході реконструкції собор був обладнаний зовнішньою аркадною невеличкою галереєю, що знаходилася над високою аркатурою апсиди. Такі аркатури широко використовувалися як оздоблення багатьох романських церков. У східній частині Шпаєрського собору галерея та аркатура вважалися «одними з найбільш визначних елементів романського дизайну». Галерея знаходилася під лінією даху на верхівці апсиди, підкреслюючи її округлу форму. Незабаром це стало основним елементом романських церков, таких як храми Вормс та Майнца у Італії.
У наступні століття собор залишився відносно незмінним. На кресленні 1610 року до північного входу додали готичну каплицю, а на кресленні близько 1650 року розташували ще одне готичне вікно на північній стороні вестверка. На малюнку 1750 року — це вікно вже відсутнє, а середня секція — зруйнована.

### Новий час

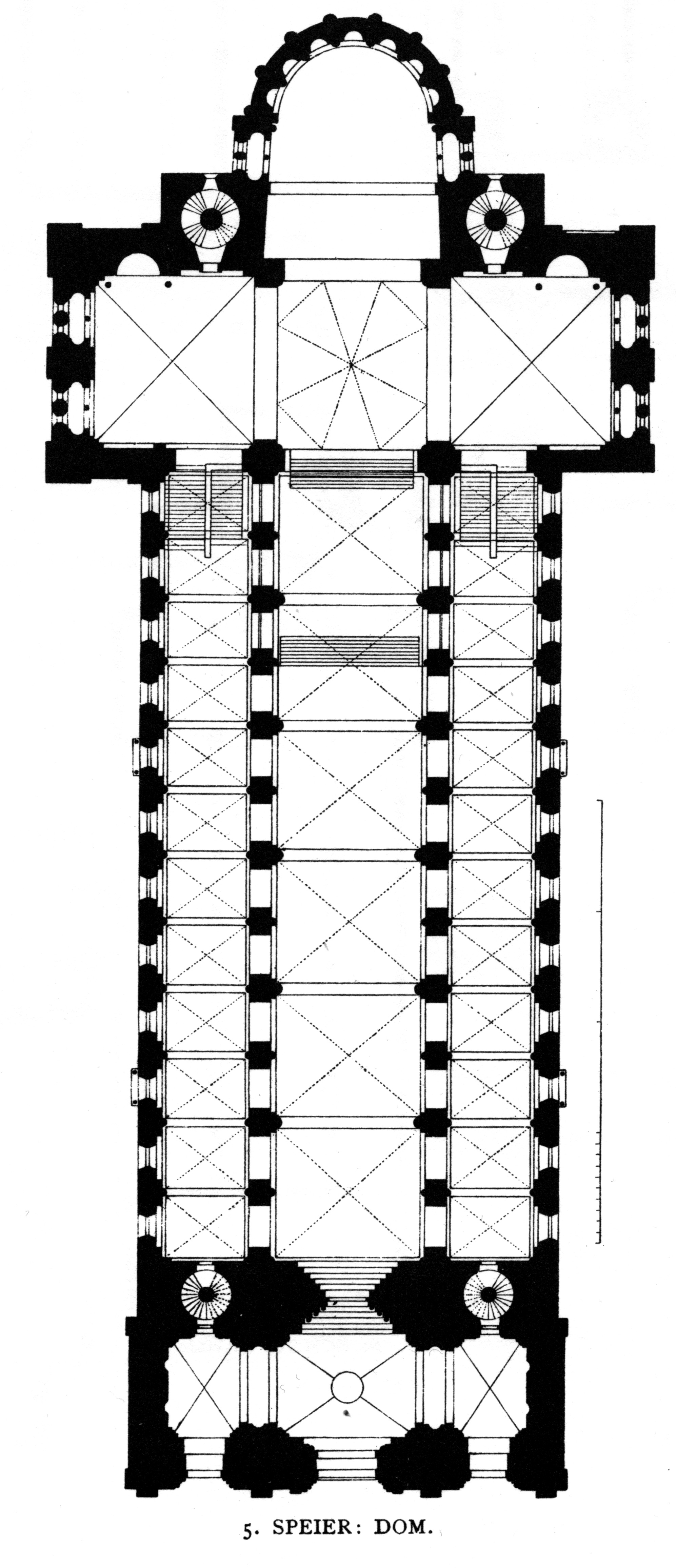
План Шпаєрського собору 19 ст..

Собор пережив Тридцятилітню війну (1618—1648 рр.). Під час Дев'ятирічної війни (війна за Аугсбурзької ліги за Пфальцову спадщину 1688—1697), люди перенесли свої меблі та особисті речі в собор, сподіваючись зберегти їх від французьких військ Людовика XIV. Але 31 травня 1689 року солдати зруйнували місто, пограбувавши імператорські могили. Того дня майже все місто спалили. Згоріла і західна частина нави, а пізньоготичні елементи були зруйновані.
Протягом століття використовувалася лише східна частина собору. Під керівництвом Франца Ігнаса М. Неймана, сина відомого архітектора бароко Бальтазара Неймана, з 1748 по 1772 рік відновлено собор. Романську наву — реставрували, західну частину — перебудували у стилі бароко. Щоб відновити всю споруду, коштів катастрофічно не вистачало.
У 1792 р. Шпаєр був знову окупований, на цей раз французькими революційними військами. Під час наполеонівських воєн (1803—1815 рр.) собор використовувався як склад. У 1806 році французи хотіли підірвати будівлю, але цьому запобіг єпископ Майнца Йосиф Людвіг Кольмар. Після перемоги Наполеона над прусською та російською арміями в битвах Гроссгоршена і Люцена в 1813 р. до Шпаєра прибуло близько 4000 поранених солдат. Після битви під Лейпцигом їх стало ще більше, тому собор використовувався як військовий госпіталь.
У результаті Віденського конгресу (1815) Шпаєр і Пфальц перейшли до Баварії. За розпорядженням короля Баварії Людвига I Іоганна фон Шревольфа та Йозефа Шварцманна, внутрішні стіни собору прикрасили фресками назаретського стилю (1846—1853). З 1854 по 1858 рр. наступник Людвіга, король Максиміліан II, замінив бароковий вестверк на неороманський, зробивши його з двома високими вежами і восьмикутним куполом. Таким чином відновився загальний романський вигляд собору. Дахи опустили та покрили міддю. Тільки на готичній ризниці зберігся шиферний дах.
При проєктуванні вестверку Генріх Гюбш, архітектор раннього історизму, використав неороманський дизайн, у якому врахував особливості оригінального вестверку та ряд інших романських рис: різноманітне масштабування вікон, ряд статуй над головним порталом і поліхромна кам'яна кладка з пісковику. Ця реставрація збіглася з розвитком романтизму та німецького націоналізму, під час яких багато будівель відновили в романському та готичному стилях. Шпаєрський собор вважався національною пам'яткою.
Внутрішнє оздоблення та нові конструкції вважалися найважливішими кроками відновлення собору в XIX столітті. Проте згодом, до початку XX століття, погляди змінилися. У 1916 році Георг Дехіо, німецький історик мистецтва, був переконаний, що серед усіх нещасть, що відбулися зі Шпаєрським собором, зміни XIX століття — найневдаліші.
Могили імператорів і царів спочатку були поміщені в центральному проході перед вівтарем. Протягом століть дані про їхнє точне місцезнаходження втратили. Проте при розкопках 1900 року могили виявили, а також ідентифікували правителів. Їхній одяг і деякі особисті речі можна побачити в історичному музеї Пфальц біля собору. Відновлені труни перенесли в новозбудований відкритий для громадськості склеп під головним вівтарем у 1906 році.

### Новітній час

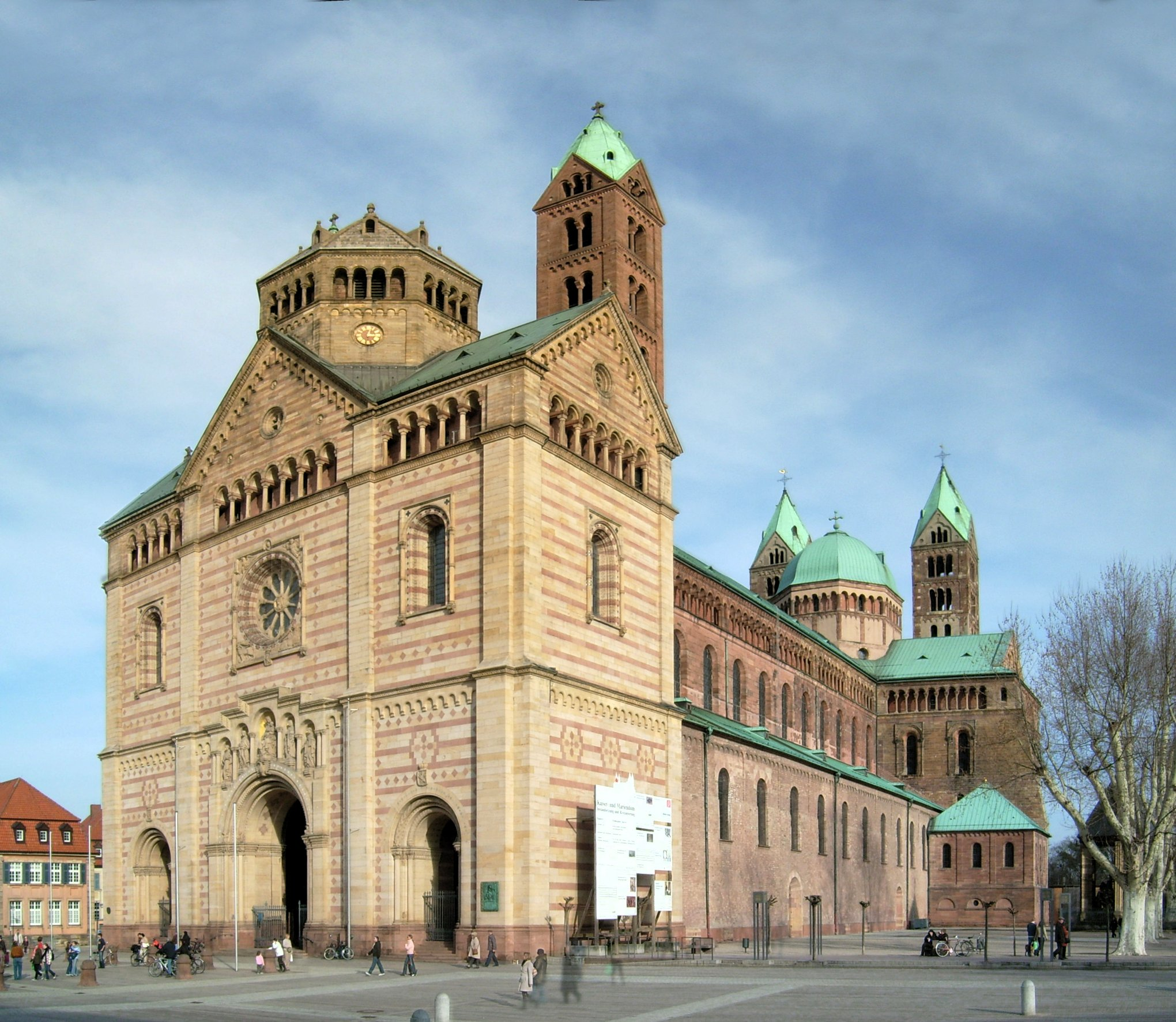
Сучасний вигляд.

Шпаєрський собор зберіг загальну форму та розміри XI століття, і, незважаючи на значні втрати та декілька реставрацій, являє собою унікальну романську споруду. Західна частина закінчується вестверком, включаючи головний портал, що характерно для багатьох романських церков. Зовні силует будівлі врівноважується двома висотними вежами, що обгороджують наву на західній частині собору, а пресбітерій на східній. Ці вежі утворюють архітектурну композицію з куполами на двох протилежних сторонах собору, чим «врівноважують західну і східну частини».
Зверху по апсиді під лінією даху розташована галерея. Така ж галерея прикрашає східні та західні куполи. Куполи — восьмикутні, дах зі східного боку злегка яйцеподібний. Нава, вежі та куполи покриті міддю блідо-зеленого кольору. Значна частина тинькування XIX ст. не збереглася, на кам'яній кладці між аркадою та клересторіумом знаходяться фрески, що зображують життя Богородиці.
Відповідно до досліджень С. В. Заграєвського, собор у Шпаєрі визначив появу в Стародавній Русі білокам'яного зодчества.
Нині в соборі проходить реставрація, що коштує близько 26 мільйонів євро.

Вигляд собору на різних етапах будівництва та реконструкцій
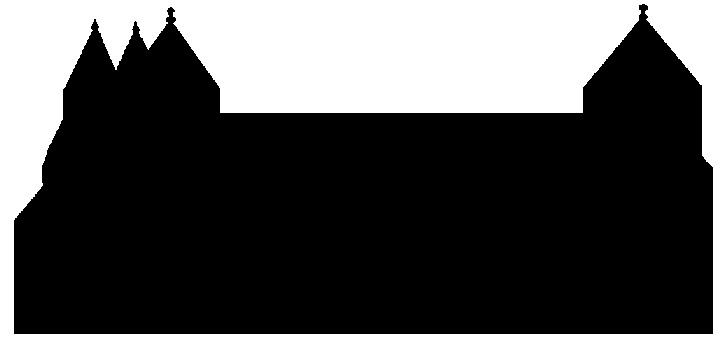
1061
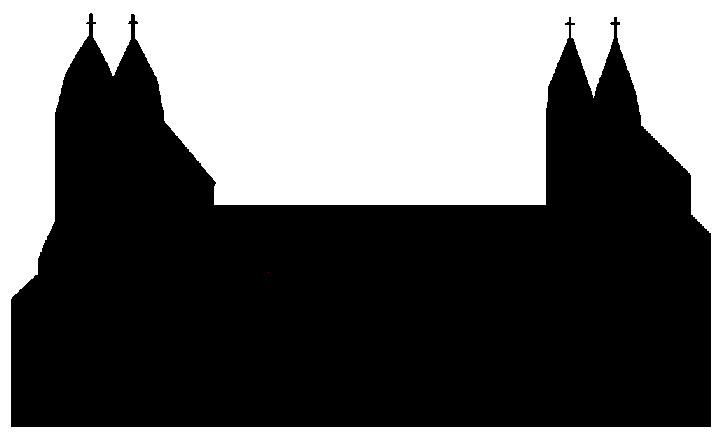
1106
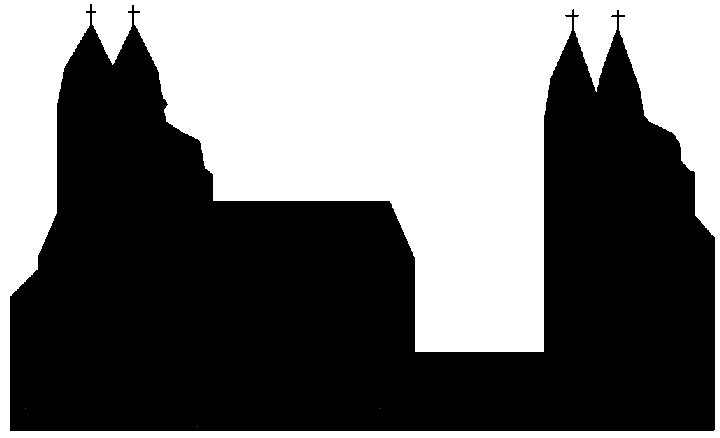
1689
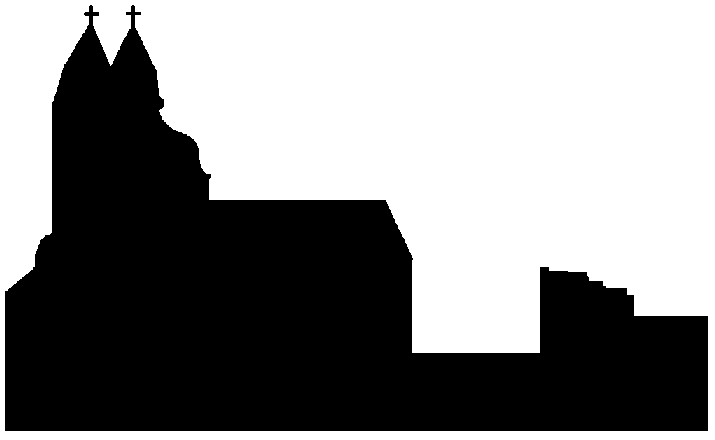
1756
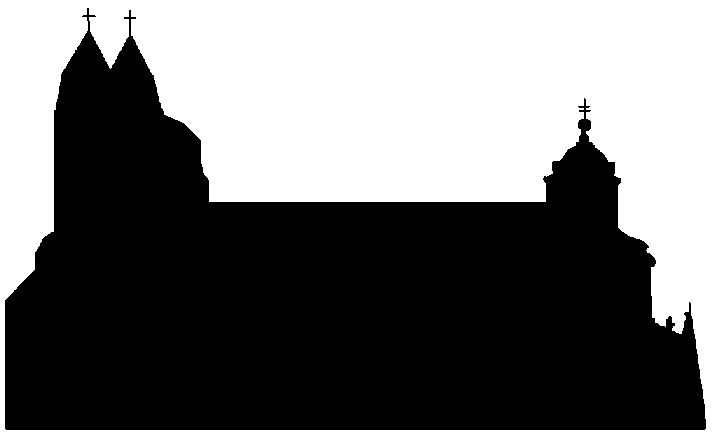
1778
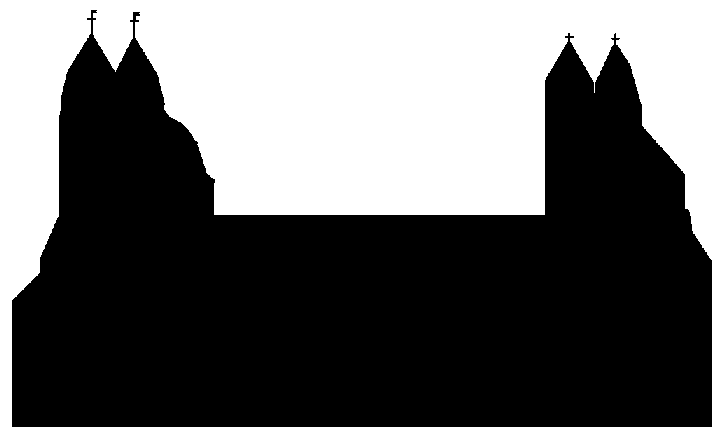
1853

## Технічні дані
- Загальна довжина: 134 м
- Висота середнього нефу: 33 м
- Довжина нефу: 37,62 м
- Висота східних веж: 71,20 м
- Висота західних веж: 65,60 м

## Крипта

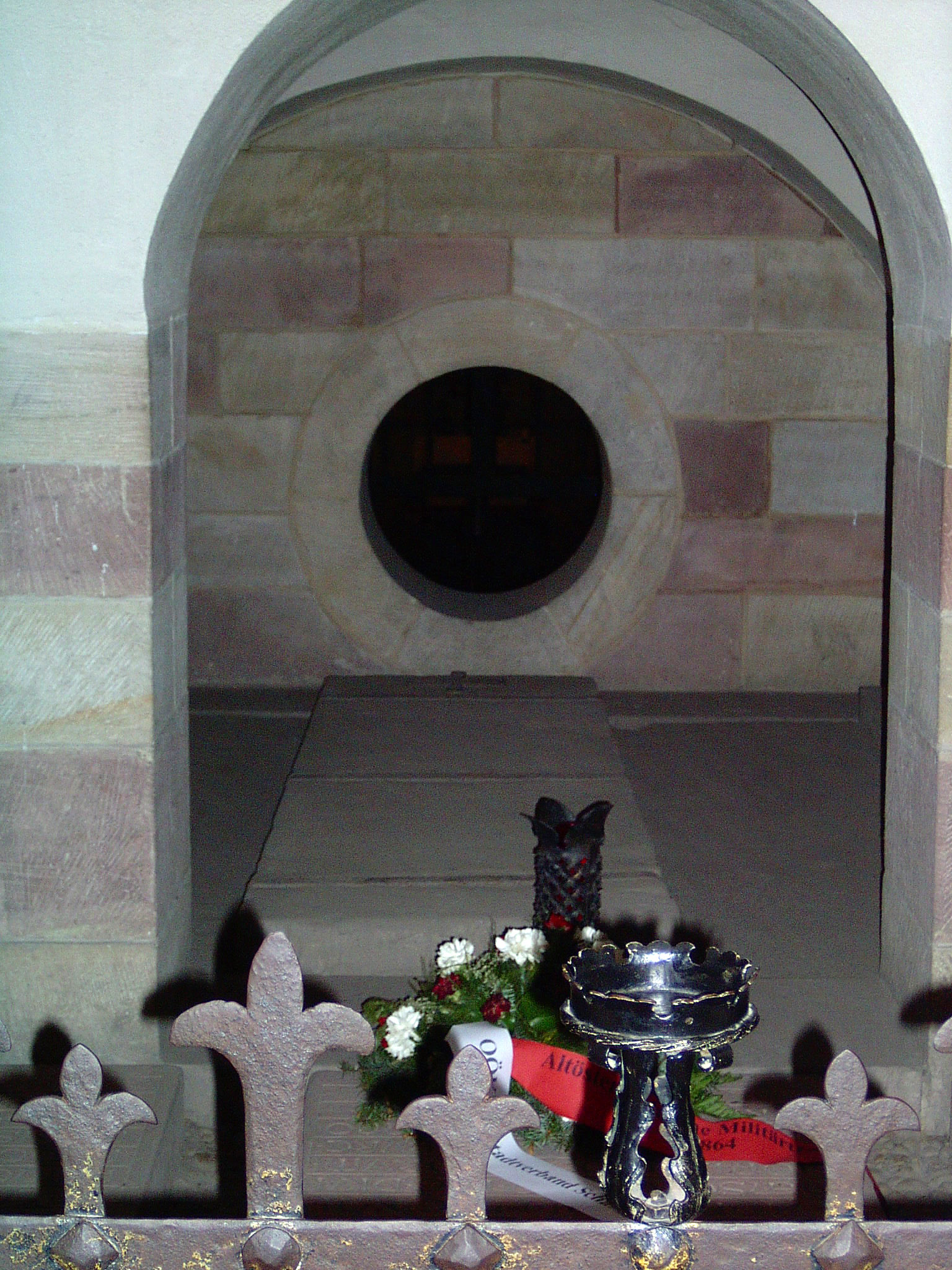
Могила Конрада II.

У склепі під вівтарем знаходяться поховання декількох німецьких кайзерів та королів, серед яких:
- імператор Священної Римської імперії Конрад II († 1039) та його дружина Ґізела († 1043)
- імператор Священної Римської імперії Генріх III († 1056), син Конрада II
- імператор Священної Римської імперії Генріх IV († 1106), син Генріха III та його дружина Берта († 1087)
- імператор Священної Римської імперії Генріх V († 1125), син Генріха IV
- Беатрикс († 1184), друга дружина Фрідріха I Барбаросси та її дочка Агнес
- Король Німеччини Філіпп Швабський († 1208), син Фрідріха I Барбаросси
- Король Німеччини Рудольф I († 1291)
- Король Німеччини Адольф Нассауський († 1298)
- Король Німеччини Альбрехт I († 1308), син Рудольфа I

## Околиця

### Винна чаша
Розташована перед західним входом до собору, винна чаша (нім. Domnapf), вперше згадана в 1314 році. Раніше вона позначала кордон між вільним містом Рейху та територією єпископів, що користувалася імунітетом. Засуджені за законом міста втікали на територію церкви, де був чинний єпископський закон, і муніципальна влада не мала права їх переслідувати.
Коли новий єпископ сходив до міста, він наповнював чашу вином, яку мав право пити кожен городянин. Чаша вміщає близько 1580 літрів. Ця традиція зберігається донині. Останній раз чашу наповнювали 2 березня 2008 року.

### Оливова Гора
Оливова Гора (нім. Ölberg) розташовувалася посередині внутрішнього двору монастирів, зведених Миколаєм Ельсером та Гансом Сейфером у 1505—1512 роках. Гора була сильно пошкоджена під час великої пожежі 1689 року, а монастирі — не відновлені. У 1820 році їхні залишки остаточно зруйнували, щоб створити вільне місце навколо собору. В середині Оливової Гори є невелика каплиця, присвячена Архангелу Михаїлу.

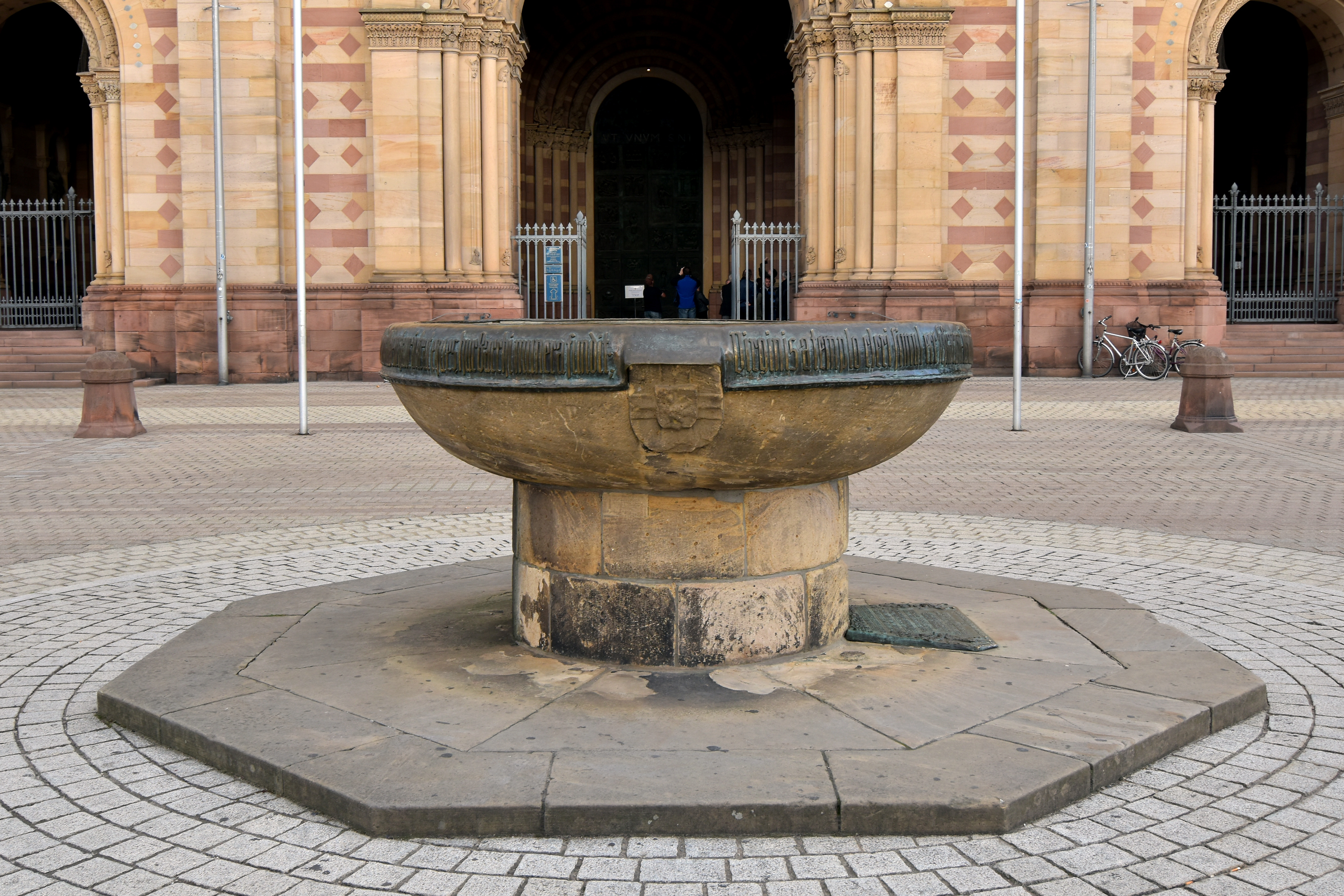
Винна чаша.
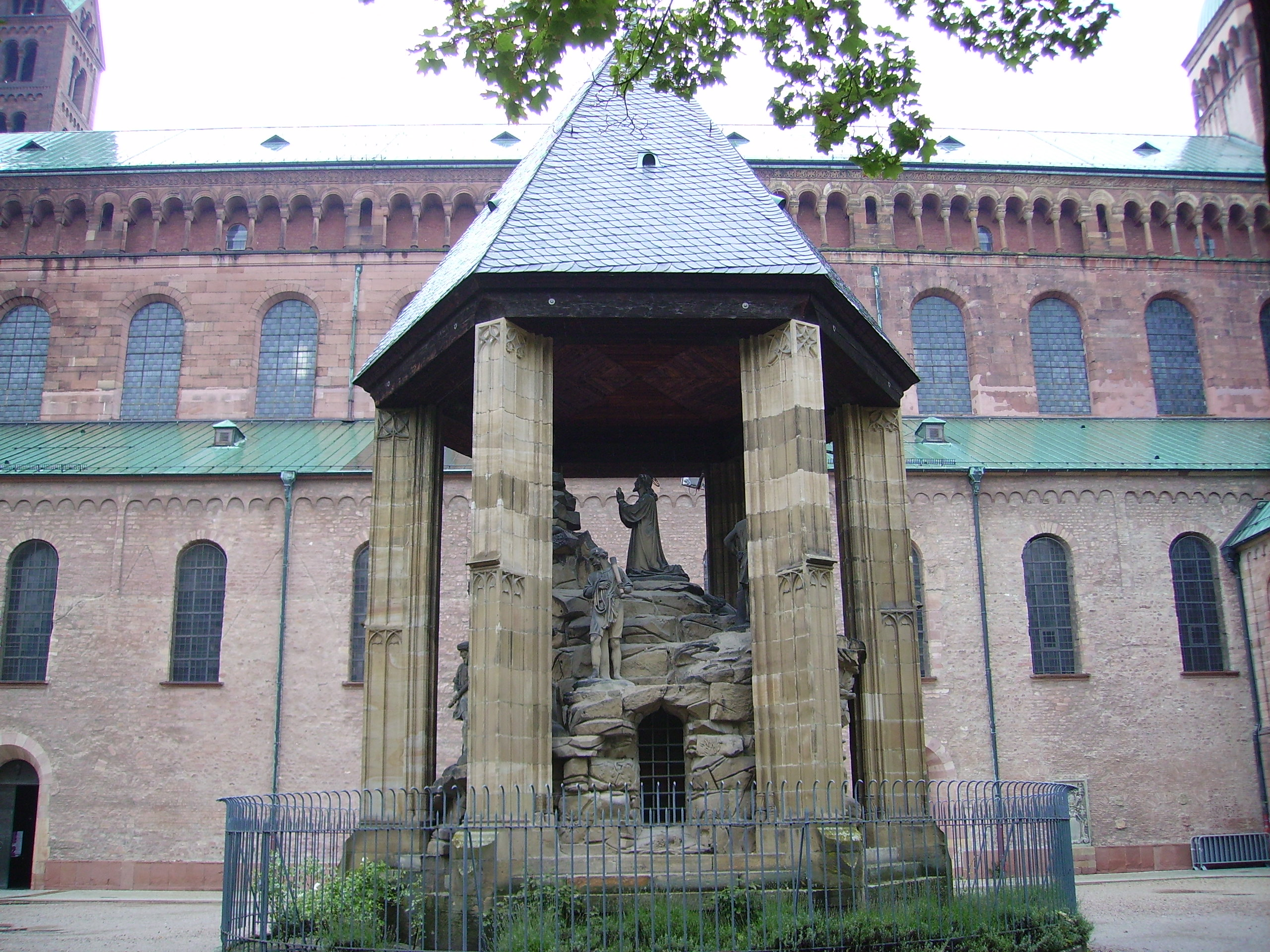
Капличка на Оливовій горі.